# Colaspis corumbensis
Colaspis corumbensis es un coleóptero de la familia Chrysomelidae.
Fue descrita científicamente en 1978 por Blake.